# Frederik Emmery
Frederik Emmery Søgaard (* 25. Dezember 2006) ist ein dänischer Fußballspieler.
Der linke Außenstürmer kann auch auf der rechten Außenbahn oder im offensiven Mittelfeld eingesetzt werden. Emmerys derzeitiger Verein ist Aarhus GF und zudem ist er dänischer Nachwuchsnationalspieler.

## Karriere

### Verein
Frederik Emmery begann mit dem Fußballspielen bei Hjørtshøj-Egå Idrætsforening (HEI), bevor er in die Fußballakademie von Aarhus GF wechselte. Er erhielt Ende April 2025 einen Profivertrag mit einer Laufzeit bis Sommer 2029, hatte aber bereits am 16. Mai 2024 im Alter von 17 Jahren bei der 0:1-Niederlage gegen Silkeborg IF sein Profidebüt in der Superliga. In der Saison 2024/25 kam Emmery in der Meisterrunde der Superliga in sieben Spielen zum Einsatz.

### Nationalmannschaft
Mit der dänischen U19-Nationalmannschaft nimmt Frederik Emmery an der Europameisterschaft 2025 in Rumänien teil.